# Мартин Марков
Мартин Богомилов Марков, известен още под прякора Адмирал, е български спортист (активен автомобилен състезател и бивш състезател по силов трибой и планинско колоездене) и съдия по автомобилни спортове.

## Биография

### Ранни години
Роден е на 7 ноември 1979 г. в София. Завършва висше образование в Националната спортна академия „Васил Левски“ по специалност „Треньор по автомобилен и мотоциклетен спорт“ през 2006 г. Завършва втора специалност „Спортна журналистика – редактор в спортен отдел в радио, телевизия и преса“ през 2005 г.

### Спортна кариера

#### 2002 година
Марков започва своята кариера през 2002 г. като навигатор на Георги Янакиев-младши, състезаващ се за АСК „Черна котка рали тийм“. След тежък инцидент на Рали „България“ временно прекратява своята състезателна дейност.
Същата година придобива съдийска категория трета в Националната съдийска комисия на БФАС. Взема участие като съдия в „Пътен полицай 2002“.

#### 2003 година
2003 г. е съдия на писта „София“ и „Оф роуд“ състезания. Работи и в техническата организация на състезание „Пътен полицай на 2003“. Същата година е приет в „Полицейски спортен клуб“ КАТ – София.

#### 2004 година
Приет е за комисар в Национална техническа комисия към БФАС. Същата година е технически комисар на 35-ото „Рали България“. Продължава своята съдийска дейност в „Оф роуд“ състезания, както и в Национален приложен шампионат.

#### 2005 година
Участва в организацията и съдийството на „Пътен полицай на 2005“

#### 2006 година
Придобива първа съдийска категория, в Националната съдийска комисия към БФАС. Същата година е отговорник по сигурността на планинско „Самоков 2006“. От 2006 г. е спортно-технически директор на АСК „Черна котка рали тийм“, същата година екипажът на отбора, състезаващ се със Субару Импреза в Група Н клас 4, заема 4-то място в генералното класиране на националния рали шампионат. Клубът активно работи с Atolye KAZAZ, собственост на турския национален шампион Еркан Казас. Същата година е избран за председател на АСК „Дорикин Мотор Спорт“.

#### 2007 година
Отговорник по сигурността на планинско „Самоков 2007“. Участва на тестове за безопасно управление на автомобил с Бране Кузмич – мениджър на училище за безопасно управление на автомобили. Същата година е сътрудник на Радован Новак, председател на Европейската рали комисия, Мартин Уве Шмид, наблюдател на ФИА, и на Алдо Малкиоди, президент на автомобилен клуб „Бреска“ Италия, организатор на рали „1000 мили“ при визитата им в България. Същата година напуска АСК „Дорикин Мотор Спорт“. АСК „Черна Котка Рали тийм“, през тази година сменя състезателният автомобил Субару Импреза със Ситроен С2 Супер 1600, навигаторът също е заменен. През тази година екипажът е на 9-о място в Група А6 за рали и на 10-о място в Група А/Н до 1600 в пистовия шампионат.

#### 2008 година
През тази година Мартин Марков сътрудничи активно на назначения от ФИА Пиеро Судано, отговорник за организацията на домакинството на България на кръг от Световния рали шампионат през 2010 г. Активно помага и на Томас Бартос, отговорник по сигурността към ФИА, наблюдател по сигурността на 39-ото „Рали България“. Работата му с АСК „Черна Котка Рали тийм“ продължава, като след отказ на собствениците на отбора да участват в рали шампионата, цялото му внимание се насочва към участията в пистов шампионат, като за 2008 г. пилотът на отбора заема 4-то място в А6.

#### 2009 година
Мартин Марков напуска АСК „Черна Котка Рали тийм“ и основава АСК „Ърбан Дрифт Тийм“.

#### 2010 година
Започва да се състезава в „Оф роуд“ шампионата, като екипажът Мартин Марков – пилот / Борислав Ников – навигатор, участващи с Митсубиши Паджеро, печелят националната титла в Клас Т1/2 и са трети в Генералното класиране за 2010 г. Печелят и отборната титла. Същата година Мартин Марков издава и „Ръководство по автомобилизъм“.

#### 2011 година
Усилено се занимава с проектирането и производството на рали рейд автомобил на базата на Mitsubishi Pajero II.

#### 2012 година
Tренира екипажа Тошев/Тиролски, участващи в Нацинален оф роуд шампионат с автомобил, проектиран и модифициран от него. Екипажът, поддържан изцяло от екипа на АСК „Ърбан Дрифт Тийм“, с ръководител Мартин Марков, заема II място в генералното класиране на Нацонален оф роуд шампионат, клас Т2. Също така през годината провежда тестове в Унгария за българския Дакар екипаж на Петър Ценков, заедно с екипа на „Опел Дакар Тийм Унгария“. Селектира екип с който Петър Ценков участва в рали „Дакар 2013“. Участва в Национален оф роуд шампионат с проектирано и подготвено от него Mitsubishi Pajero II, като заема второ място в най-бързото рали рейд състезание в България „Добруджа 2012“.

#### 2013 година
Проектира и произвежда изцяло нов автомобил на базата на Mitsubishi Pajero II. Автомобилът използва т.нар. „скелетон фрейм“, фибростъклени панели и двигател с принудително пълнене, осигурено от механичен компресор.

#### 2014 година
Печели първо място в първо издание на изключително екстремното състезание „Кърджали 4х4“.
След много тежък сезон Мартин Марков и неговият навигатор Иван Маринов, завършват като вицешампиони на България за 2014 г. в дисциплината „Рали Рейд“.

### Професионална кариера
- 2006 – 2008 г. – работи в Съюза на българските автомобилисти
- 2008 – 2011 г. – специалист в Българската федерация по автомобилен спорт